# Claudio Wílliman
Claudo Williman Gonzalez (ur. 10 października 1861, zm. 9 lutego 1934) – urugwajski adwokat i polityk, profesor fizyki na uniwersytecie w Montevideo, od 1904 do 1907 członek rządu, prezydent Urugwaju z ramienia partii Colorado od 1907 do 1911.